# Kawasaki Ki-45 Toryu
Тяжелый истребитель ДИ-2 «Торю» (Змей-Убийца) 陸軍二式複座戦闘機/「屠龍」/川崎キ45改 (яп.  Рикугун-нисики фукудза-сэнто:ки / «Торю» / «Kawasaki» Ки-ён-го-кай) — двухмоторный цельнометаллический тяжелый перехватчик Сухопутных войск Императорской Японии. Разработан в 1938 году в КБ «Kawasaki» под руководством Такео Дои. Принят на вооружение авиации Сухопутных войск Императорской Японии в 1942 году, выпускался средней серией до конца Второй мировой войны. Условное обозначение ВВС союзников «Ник» («Nick»).

## История создания
В 1937 г. на вооружение армейской авиации Сухопутных войск Императорской Японии был принят цельнометаллический фронтовой истребитель И-97 с выдающейся для монопланов маневренностью. Истребитель имел консервативную схему с неубирающимся шасси и мог лишь ограниченно соперничать с новейшими европейскими разработками Messerschmitt-109 и Supermarine. В связи с этим Главное управление авиации Сухопутных войск начало проработку тактико-техническое задания на новую машину, постепенно придя к выводу, что совместить требования Сухопутных войск в одном истребителе не представляется возможным. Была разработана концепция одновременного применения трех типов машин:
- маневренного фронтового истребителя;
- дневного одномоторного перехватчика ПВО;
- ночного двухмоторного перехватчика ПВО.

Разработка проектов по трем тактико-техническим заданиям Сухопутных войск была поручена КБ авиазаводов Nakajima, Mitsubishi и Kawasaki. В конце 1937 году Главное управление авиации Сухопутных войск выдало авиационному КБ Kawasaki тактико-техническое задание на разработку двухмоторного ночного истребителя-перехватчика со следующими требованиями к перспективной машине:
- максимальная скорость до 540 км/ч;
- практический потолок 5 км;
- вооружение из синхронизированный пушечной пары и турельного пулемета.

В главном управлении авиации Сухопутных войск проекту тяжелого ночного перехватчика был присвоен порядковый шифр Ки.45.

## Проектирование
Проектирование было закончено в октябре 1938 года, первая опытная машина была собрана в начале 1939 года. Силовая установка включала двигательную пару Накадзима Д-20 (лицензионный Bristol Mercury, радиальный, воздушного охлаждения) с трехлопастным вином без обтекателя. С целью снижения аэродинамического сопротивления машина получила убираемые вручную цепной зубчатой передачей шасси. На второй машине были доработаны капоты двигателей и установлены коки винтов, на третьей — испытан канальный кок винта и электропривод уборки шасси. Несмотря на доработки, из-за недостаточной мощности силовой установки удалось достигнуть максимальной скорости в 480 км/ч, что было значительно ниже требований заказчика. В конце декабря 1939 года работы по сборке еще шести опытных машин были приостановлены для доработки проекта.
В апреле 1940 года специалисты главного управления авиации Сухопутных войск предложили к установке на машину более мощный Д-25 (14-цил.) разработки КБ Накадзима, испытания которого начались в июле. В том же месяце были начаты испытания доработанного Ки.45М ( (яп.  Ки. ёнго-кай)) с измененным планером и усиленным вооружением. В конце 1941 г. машина была принята на вооружение авиации Сухопутных войск под строевым шифром ДИ-2  (яп.  Рикугун нисики фукудза сэнтоки), с 1942 года получивший шифр «Торю» («Змей-убийца»).

## Конструкция[2]
Двухместный, двухмоторный свободнонесущий низкоплан с убираемым трехопорным шасси с хвостовой опорой.

#### Фюзеляж
Фюзеляжцельнометаллический полумонокок овального сечения с дюралевой гладкоклепанной работающей обшивкой.

#### Крыло
Крыло цельнометаллическое свободнонесущее трапециевидное с закругленными краями. Элероны с полотняной обшивкой имели триммеры, регулируемые только на земле. Закрылки занимали место от элеронов до сопряжения крыла с фюзеляжем. Они имели каркас из металлических профилей, нижняя поверхность с металлической обшивкой.

#### Оперение
Киль с рулем направления и стабилизатор с рулями высоты. Рули имели металлические несущий каркас и полотняную обшивку. Триммеры всех рулей могли регулироваться в полете.

#### Шасси
Шасси убираемое с гидравлическим приводом. Основные стойки шасси убирались назад в мотогондолы и полностью закрывались щитками. Хвостовое колесо также полностью убиралось в хвотовую часть фюзеляжа, но щитком не закрывалось.

#### Силовая установка
Два авиадвигателя Мицубиси-Священная звезда (шифр Сухопутных войск Д-102, 14 цил., двухрядный радиальный воздушного охлаждения, 1 тыс. л. с. при 2700 об/мин). ВИШ металлические нефлюгируемые трехлопастные.

#### Топливная система
Запас топлива размещен в шести топливных баках:
- по одному непротектированному (86 л) и протектированному (282 л) в обеих передних корневых частях крыла между фюзеляжем и гондолами;
- непротектированный бак (262 л) позади кресла летчика;
- протектированный бак (455 л) в фюзеляже.

Со средних серий под центропланом могли подвешиваться два сбрасываемых ПТБ (200 л).

#### Бронезащита
Кресло летчика имеет бронеспинку 17 мм с заголовником, Пушечные магазины прикрыты бронелистами 13 мм. При переоборудовании для таранных атак бронирование снималось. Место стрелка-радиста бронезащиты не имеет.

## Серийные
Ранняя (Ко) — с двумя Мицубиси-Священная звезда (шифр Сухопутных войск Д-102, 14 цил., двухрядный радиальный воздушного охлаждения, 1 тыс. л. с. при 2700 об/мин), синхронизированной крупнокалиберной пулеметной парой (АП-1 12,7мм), авиапушкой АП-2 (20 мм) в нижней полусфере и турельным АП-98 (7,92 мм).
До двух десятков машин были доработаны в полевых условиях для ночного перехвата дальней авиации путем установки в фюзеляже пары наклонных АП-1 (12,7 мм).
С начала 1942 г. по сентябрь 1943 г. построено 622 машины (323 ед. на авиазаводе Кавасаки-Гифу, 299 ед. на авиазаводе Кавасаки-Акаси.
Средняя (Хэй) — с опытной авиапушкой Хо-203 37 мм в носовой части (вместо пулеметов 12,7 мм) и АП-2 20 мм в нижней части фюзеляжа. 65 машин переделаны в войсках (ствол пушки выступал из корпуса), на серийных самолетах удлинен носовой обтекатель, длина фюзеляжа увеличилась на 40 см.
В 1943-45 гг. авиазаводе Кавасаки-Акаси построил 595 машин.
Поздняя (Тэй) — с закабинной установкой (вместо верхнего топливного бака) под углом 32 градуса пушечной пары Хо-5 (20 мм) (с 1944 г.). В носовой части опытная авиапушка Хо-203 (37 мм). Пушечная точка в нижней части демонтирована, но оставлялась при переоборудовании в частях (модификация Хэй-Тэй). Всего в 1944 году авиазаводом Кавасаки-Акаси построено 473 машины.

## Опытные
Пушечный перехватчик (серия Оцу) — в начале 1943 г. авиазавод № 1 Сухопутных войск (в/ч Татикава) установил на несколько машин первой серии танковую пушку ПТ-98 37-мм (модификация противотанковой ПТ-94). Орудие заряжалось вручную при практической скорострельности до 2 выстрелов в минуту. Из-за низкой скорострельности эффективность этой модификации оказалась небольшой.
Ночной перехватчик с РЛС (серия Бо)  — с самолетной РЛС Таки-2 (конец 1944 г.). Из-за большой массы РЛС вооружение демонтировалось, в нижней части фюзеляжа устанавливалась авиапушка Хо-301 40 мм с приццельной дальностью 150 м. Точное число переоборудованных машин неизвестно (от одного до двенадцати). В боевых действия хучастия не принимали.
Всего, с учетом опытных и предсерийных машин, с 1939 г. по июль 1945 г. было произведено 1,7 тыс. ДИ-2.

## Боевое применение

#### ОР № 5 авиации Сухопутных войск
В марте 1942 г. первые ДИ-2 поступили в отдельную роту (ОР) авиации № 84 ПВО Ханоя. В мае 1942 г. ОР № 84 убыла на юго-восток Китая в провинцию Гуандун. 12.6.1942 г. произошел первый воздушный бой с участием ДИ-2 в районе Гуйлинь. ОР № 84 и усиленная рота ИАЭ № 54 (13 ед. И-97) провели воздушный бой с 1-й ИАЭ «Летающих тигров». ОР № 84 заявила уничтоженной четверку P-40 при потере пара ДИ-2 и И-97.
В августе 1942 г. ДИ-2 получили две ИАЭ ПВО острова метрополии (№ 5 (Касива) и № 13 (Тайсё)). В ноябре ДИ-2 также получила ИАЭ № 21 ПВО Ханоя.

### Новая Гвинея

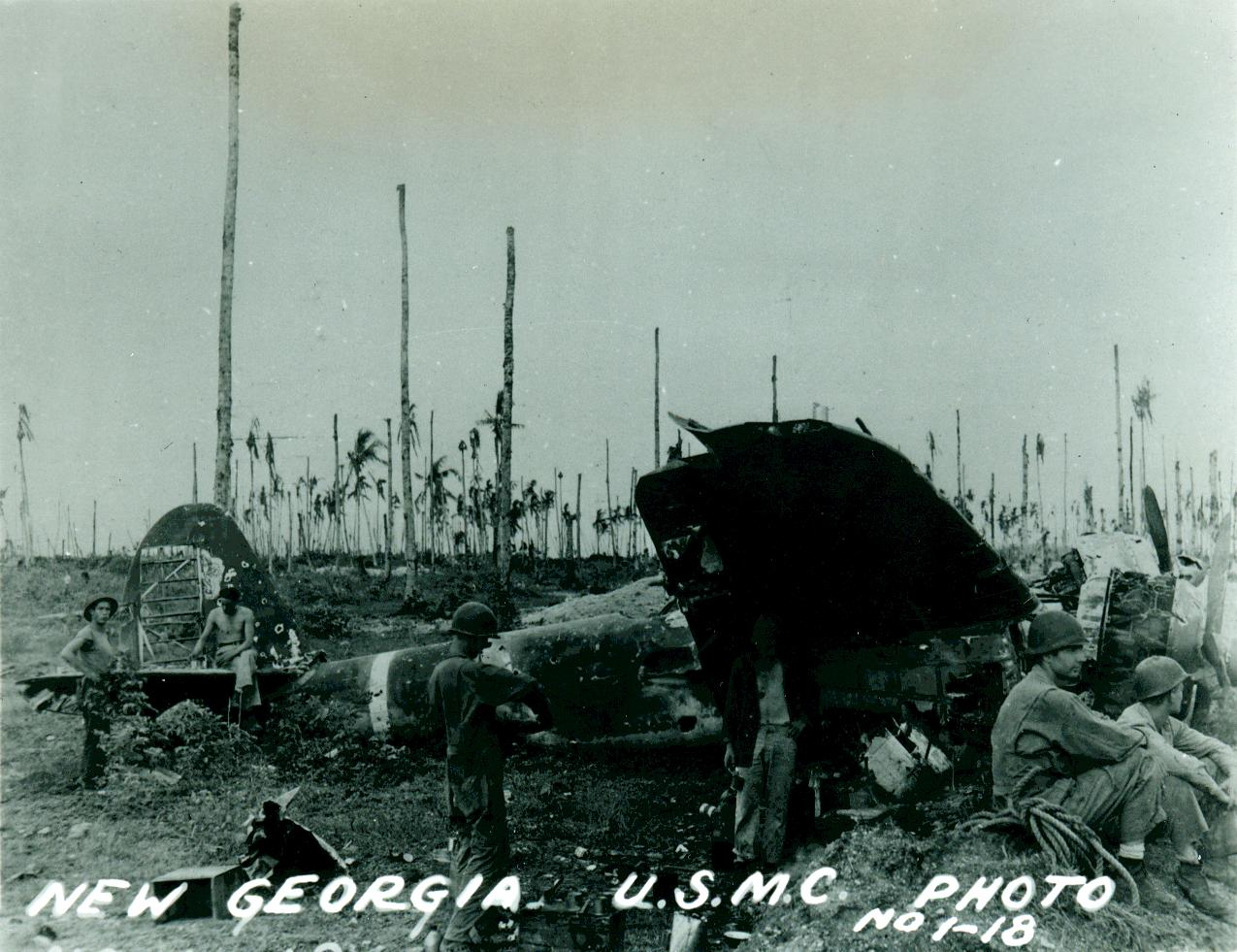
Машина ИАЭ № 13. Повреждена авианалетом в октябре 1943 г. и захвачена КМП США в ходе битвы за мыс Глостер в декабре

К началу ноября 1942 г. Императорская Япония была вынуждена прекратить наступление на Порт-Морсби на Новой Гвинее. 16.11.1942 г., ведя напряженные оборонительные бои на Соломоновых островах. С целью обороны юного направления Ставкой было принято решение об усилении сил Сухопутных войск, в том числе авиации на Южном направлении.

### ИАЭ № 5 Сухопутных войск

#### 1943 г.
Первым подразделением на ДИ-2 стала ИАЭ № 5 Южного фронта. В феврале 1943 г. для обеспечения ночной ПВО ПМТО ВМС Рабаул была переброшена шестерка ДИ-2 и шестерка пушечных И-100(авиапушка 37 мм). В мае туда же была переброшена ИАЭ № 13, принявшая технику ИАЭ № 5 и с июня также обеспечивавшая ночное ПВО базы.
В июне для наращивания авиационной группировки и отражения налетов 5-й воздушной армии США (B-24 «Либерейтор» и B-25 «Митчелл») на Новую Гвинею была в полном составе передислоцирована ИАД № 7 Сухопутных войск, в чьем составе прибыли основные силы ИАЭ № 5 (три роты, 28 ед. ДИ-2), размещенные на островах Тимор, Амбон и Ару юго-западнее Новой Гвинеи..

#### 1944 г.
С середины октября 1943 г. 5-я воздушная армия США начала массированные авианалеты на ПМТО ВМС Рабаул. Всего за время участия в обороне Рабаула погибло 19 летчиков из состава ИАЭ № 13, и 10 получили ранения (18.11.1943 г. погиб комэск майор Ц. Нагано). В конце ноября 1943 г. ИАЭ № 13 была выведена на восстановление боеспособности в западную часть Н. Гвинеи (аэродромы Сухопутных войск Вакде и Вевак), где завершено перевооружение на Ki-43.
27.5.1944 г. началась высадка американских войск на остров Биак имевший стратегическое значение для дальнейших действий как на Новой Гвинее, так и на Филиппинах. Большая часть авиации Сухопутных войск и ВМС на Новой Гвинее была уничтожена, для ударов по высаживающимся войскам были задействована ИАЭ № 5, переброшенная на военный аэродром Бабо на северо-западе Гвинеи.
Днем 27.5.1944 г. четверка ИАЭ № 5 (комэск майор К. Такадо) вылетела на таран подходящих американских кораблей. Зенитным огнем была сбита пара, еще одна машина сбита истребителями P-47, четвертый смог атаковать эсминец № 394 Sampson. Поврежденный ДИ-2 промахнулся по мостику эсминца, и после удара о воду врезался в охотник № 699. В результате пожара два члена экипажа охотника погибли. Действия майора Такада считается первой запланированной таранной атакой авиации Сухопутных войск и послужила поводом для отбора летчиков и подготовки нанесения таранных ударов по кораблям противника.
К началу лета 1944 года авиация Сухопутных войск на Новой Гвинее была разгромлена и прекратила активную работу. Остатки ИАЭ № 5 в июне вернулись на остров Амбон, откуда в июле 1944 г. возвращены в метрополию.

### ИАЭ № 45 Сухопутных войск

#### 1944 г.
К концу 1943 г. авиация Сухопутных войск на Новой Гвинее была обескровлена и стала не способна отражать авианалеты и поддерживать обороняющиеся войска. Пытаясь переломить ситуацию, в феврале 1944 года на Новую Гвинею было переброшена авиабригада Сухопутных войск (пять эскадрилий в том числе ИАЭ № 45 на ДИ-2 на аэродром Вакде). Однако ИАЭ № 45 оказалась неспособной на равных вести бои с одномоторными истребителями противника днем, и уже 19 марта 1944 года убыла к острову Хальмахера северо-западнее Новой Гвинеи, для прикрытия судоходства и еще через месяц была отведена на Филиппины.

## Филиппинская операция (1944—1945)

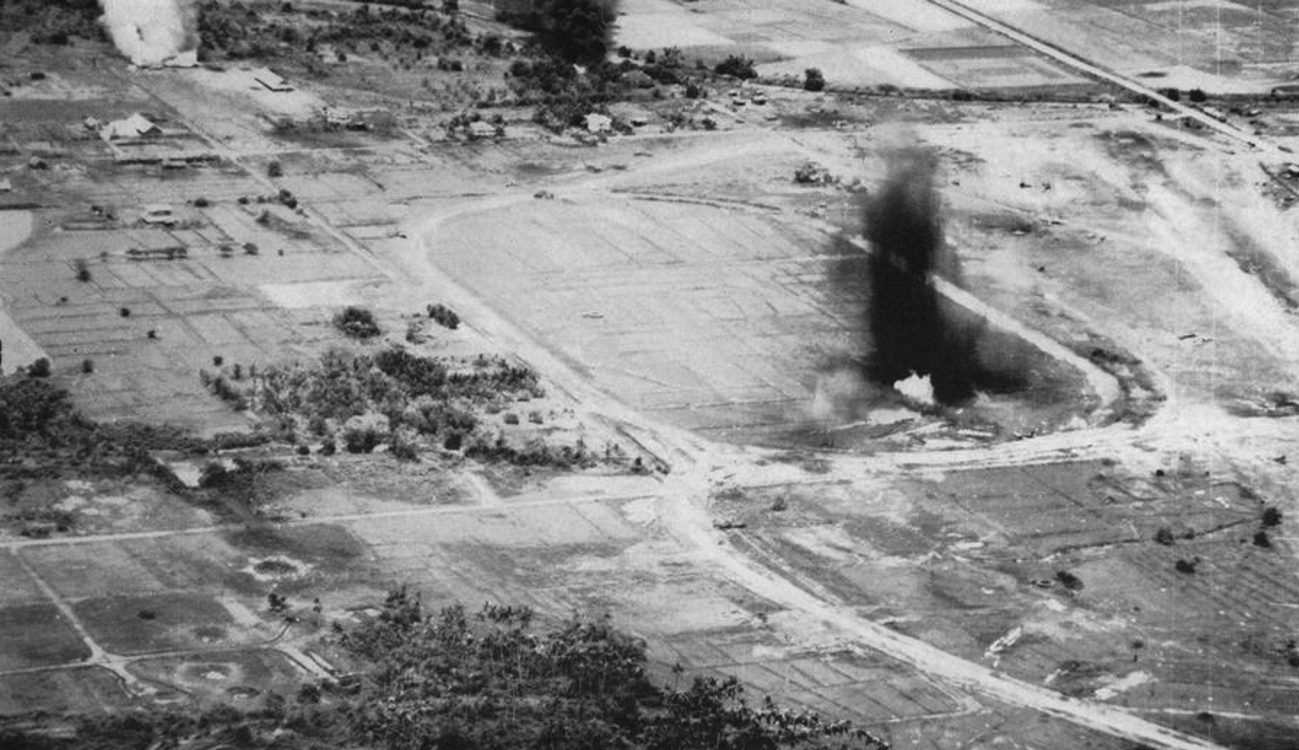
13 сентября 1944 года — военный аэродром на острове Негрос под налетом палубной авиации

#### ИАЭ № 21
В рамках подготовки к занятию Филиппин 13.9.1944 г. в ходе рейда американских авианосцев (т. н. «первый висайянский удар») на о. Негрос было уничтожено рота ДИ-2 (13 машин) ИАЭ № 27, осуществлявшей перевооружение с Ki-51.
15.9.1944 г. с целью создания опорной базы американские войска высадились на о. Моротай (Молуккские острова). С построенных на острове аэродромов 13-я Воздушная армия США начала налеты на объекты на Филиппинах. В начале ноября 1944 г. из-за нехватки бомбардировщиков, часть ИАЭ № 21 на ДИ-2 была переброшена с Суматры на острова Амбон и Хальмахера, для налета на аэродромы 13-й Воздушной армии. В ходе ночных налетов ДИ-2 несли пару зажигательных авиабомб калибра 60 кг. Несколько машин были потеряны от зенитного огня, еще несколько — в результате ответных налетов. При перелете из Амбона на Хальмахера 27.12.1944 г. группой P-47 была сбита тройка ДИ-2. В начале.1.1945 г. остаток ИАЭ № 21 были возвращены на Суматру.
12.10.1944 г., непосредственно перед началом высадки на острове Лейте, 8-я ОМГ 3-го флота США нанесла удары по аэродромам Сухопутных войск на Формозе. Рота УБАЭ № 3 (8 ед. ДИ-2) (Тайбэй) вылетела для атаки авианосных сил, но была уничтожена.

#### ИАЭ № 27 и № 45

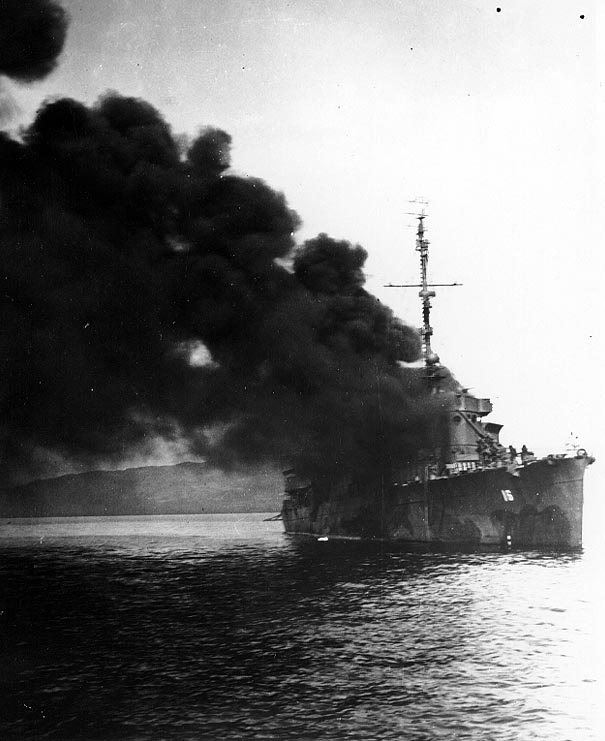
7.12.1944 года — быстроходный транспорт APD-16 «Уорд» горит после поражения «камикадзе»

С сентября 1944 г. по январь 1945 г. ИАЭ № 27 и № 45 на Филиппинах также принимали участие в нанесении ударов по кораблям и войскам противника. 24.11.1944 г. тройка ИАЭ № 27 и пара ИАЭ № 45 приняли участие в групповом авианалете по аэродромам США с целью поддержки попытки контрнаступления на Лейте. C декабря 1944 г. ДИ-2 стали привлекаться для участия в таранных атаках. Всего в сражении за Филиппины задействовалось три эскадрильи особого назначения на ДИ-2, с 7.12.1944 г. по 12.1.1945 г. совершивших не менее 24 самолето-вылетов.

### Формирование таранных спецотрядов

#### Рота Кинно

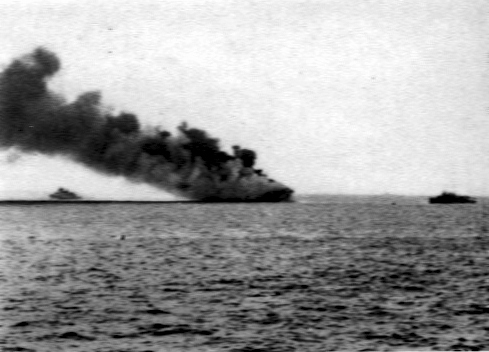
4.1.1945 года — пожар на эскортном авианосце «Оммани Бей» после поражения «камикадзе»

При попытке воспрепятствовать десанту в ходе битвы за Лейте 7.12.1944 г. в районе Ормок таранная рота Кинно добилась четырех попаданий в американские корабли, уничтожив эсминец «Mahan» и быстроходный транспорт «Ward».
10.12.1944 г. таранная тройка эскадрильи Кинно приняла участие в налете на американские корабли в Лейте добившись попадания в эсминец ВМС США «№ 410 Хьюз» (14 членов экипажа погибло и 26 получили ранения, корабль выбыл из строя на полгода)

#### Рота Ока
4.1.1945 г. в море Сулу таранные спецгруппы атаковали корабли, направлявшиеся к заливу Лингаен для высадки десанта на о. Лусон. Предположительно ДИ-2 отряда «Ока-тай», удалось поразить легкий авианосец «Ommaney Bay». Обе бомбы пробили летную палубу, одна из них взорвалась в ангаре палубе, вызвав пожар авиатехники, вторая в машинном отделении. Пожар вышел из-под контроля, на корабле начались взрывы авиабоезапаса. Экипаж был эвакуирован, авианосец уничтожен торпедной атакой эсминца «№ 588 Бёрнс». В результате попадания самолета и последующего пожара 93 члена экипажа погибли и 65 получили ранения.

#### Рота Кокон
8.1.1945 г. в заливе Лингаен четверка ДИ-2 спецэскадрильи Кокон атаковали крейсер «Australia», участвующий в поддержке высадки десанта. Один самолет был сбит истребителями «Wildcat» и упал рядом с кораблем, но взрыв его 250-кг бомбы пробил пробоину в левом борту крейсера. F6F преследовал «Торю» несмотря на огонь ПВО, был подбит и сел на воду. Один ДИ-2 сбит огнем ПВО и взорвался в нескольких метрах от крейсера — оторвавшийся двигатель попал в корабль. Другой самолет (предположительно также ДИ-2) поразил крейсер, пробив еще одну пробоину.
9.1.1945 г. одиночный ДИ-2 спецэскадрильи Ока нанес незначительные повреждения миноносцу «№ 231 Hodges».
10.1.1945 г. в заливе Лингаен машина ударной роты Кокон повредила транспорт «DuPage». В результате взрыва бомб и разлившегося топлива 35 человек погибло и 157 получили ранения.
К середине января 1945 г. большая часть ДИ-2 были потеряны и оставшийся личный состав ИАЭ № 27 и № 45 выведены в Японию на переформирование.

### Окинава
В битве за Окинаву ДИ-2 принимали участие только в составе подразделений таранных атак.
Вечером 2 апреля 1945 г. рота ИАЭ № 114 (восьмерка ДИ-2) атаковала транспорты ВМС США в районе ожидания после высадки десанта на архипелаг Керама. В результате был поражен быстроходный транспорт (бывший эсминец) «№ 157 Dickerson» (через два дня корабль затонул, 54 человека погибло, 97 получили ранения). Также получили повреждения транспорты «№ 145 Henrico» (погибло 49, ранено 125 человек), «№ 107 Goodhue» (погибло 27, ранено 117 человек) и «№ 210 Telfair» (один погиб, 16 человек ранено).

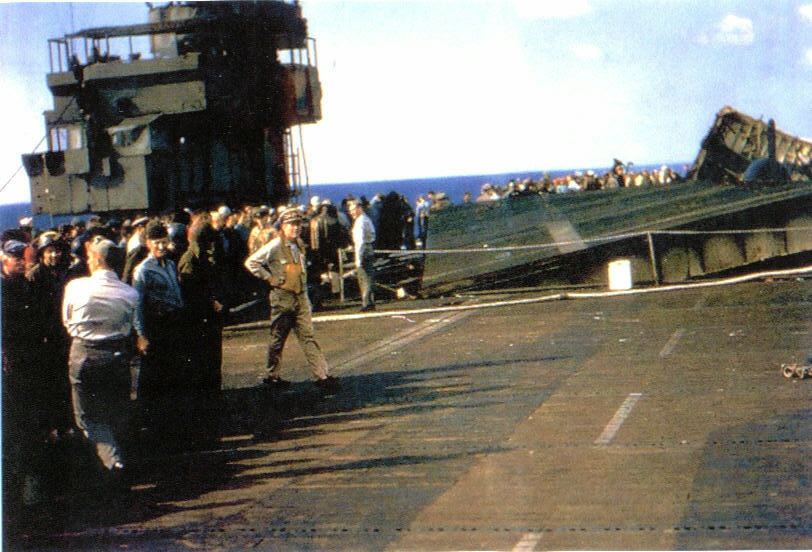
Повреждения полетной палубы АВ «Сэнгамон» после удара «камикадзе» 4.5.1945 года

Вечером 22.4.1945 г. пятерка ИАЭ № 119 атаковала эсминец «№ 31 Sederstrom» и эсминец-минзаг «Shea» в районе Окинавы. Все самолеты были сбиты зенитным огнем, не добившись попаданий.

#### ИАЭ № 123
3.5.1945 г. одиночный ДИ-2 ИАЭ № 123 поразил десантный корабль огневой поддержки LSM(R)-195. В результате последующего пожара и взрыва боекомплекта погибло 9 членов экипажа, 16 получили ранения, корабль затонул.
4.5.1945 г. ДИ-2, предположительно из состава ИАЭ № 123, поразил легкий авианосец «Сэнгамон». В результате взрыва и последующего пожара 46 человек погибло и 116 ранено, авианосец выведен из строя и не восстанавливался.
28.5.1945 г. при вылете ударной роты Кайсин (девять ДИ-2) одна машина разбилась после взлета, одна пара была сбита истребителями «Corsai». Из оставшейся ударной пятерки ведущая тройка была уничтожена огнем ПВО, но одна пара смогла добиться попадания в эсминец «Drexler». Одна из бомб взорвалась внутри корабля. Эсминец перевернулся и затонул в течение одной минуты, погибло 158 членов экипажа и 51 получили ранения. Предположительно еще один ДИ-2 повредил транспорт «Brown Victory» (погибло — 4, ранено — 16 человек).
Всего в боях за Окинаву принимало участие пять ударных рот на ДИ-2, совершивших в апреле-мае 1945 г. не менее 35 самолето-вылетов.

### Оборона метрополии

#### ИАЭ № 4 Сухопутных войск (ПВО о. Кюсю)

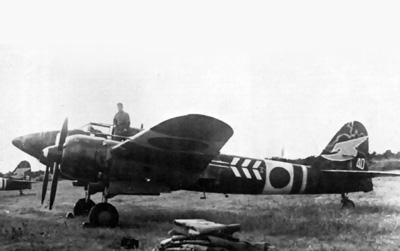
Таранная машина ИАЭ № 53. На фюзеляже нанесена эмблема таранной роты Синтен — стрела каримата средневекового воина Масацура Кусуноки

К началу 1944 г. разведкой Сухопутных войск была вскрыта подготовка США аэродромов стратегической авиации на территории Китая. По оценке Генштаба Сухопутных войск, стратегический бомбардировщики B-29 были способны достичь территории Японии. В рамках подготовки к противодействию налетам началось наращивание системы ПВО метрополии, в том числе увеличено количество Иаэ ПВО на ДИ-2, удовлетворительно показавших себя в борьбе с многомоторными бомбардировщиками на Новой Гвинее. В начале 1944 г. в метрополии дислоцировалась ИАЭ № 4 (ПВО района Фукуока на о. Кюсю). В апреле 1944 г. была сформирована ИАЭ № 53 ПВО столичного района. В августе 1944 г. из Новой Гвинеи в район Осака была переброшена ИАЭ № 5. Все эскадрильи ПВО на ДИ-2 готовились к ночным перехватам.
Первый налет стратегической авиации на территорию метрополии был совершен в ночь 15—16 июня 1944 года. 68 B-29 вылетели из района Чэнду для удара по сталелитейному заводу Явата на острове Кюсю (район Фукуока). Подлетающие самолеты были обнаружены РЛС острова Чеджу и на перехват были поднята ИАЭ № 4 (24 ДИ-2). Другие ИАЖ ПВО не поднимались из-за нехватки лётчиков, подготовленных к ночным действиям. Без надежного наведения с земли, летчики барражировали в районах предполагаемого появления противника. Бомбардировщики выходили на цель поодиночке, на высотах 2—4 км. В район цели вышли 47 самолетов, из-за затемнения, не обнаружившие завод и наносившие удар с помощью радиолокационного прицела. В результате завод повреждений не получил. ДИ-2 смогли атаковать несколько подсвеченных прожекторами бомбардировщиков, заявив семь сбитых и шесть поврежденных. Достоверно подтверждена потеря одного B-29, впервые сбитого над Японией. Один ДИ-2 был повреждён ответным огнем стрелков.
20 августа 1944 г. 75 B-29 вылетели для второго удара по комбинату Явата. С целью повышения точности удара налет осуществлялся днем с высоты до 7 км. На перехват было поднято более ста двадцати истребителей, в том числе ИАЭ № 4. Истребители заблаговременно заняли эшелон 8 км и смогли атаковать бомбардировщики «в лоб». Сержант С. Нобе не смог поразить бомбардировщик огнем из 37-мм пушки и принял решение таранить его. При ударе обе машины взорвались, и обломки попали в другой B-29 уничтожив и его. Летчик и стрелок истребителя погибли, а из 23 членов экипажей бомбардировщиков спаслось трое. Летчиками ИАЭ № 4 заявила 17 бомбардировщиков уничтоженными при потере пары истребителей (один в результате тарана, второй сбит огнем бомбардировщиков) и еще одного поврежденного. Всего заявлено об уничтожении 24 машин противника при потере трех и пяти повреждённых перехватчиках (американскими летчиками заявлено 17 уничтоженных). Подтверждается потеря 13 B-29, из них одна четвёрка сбита истребителями, вторая — огнём ПВО. Цель налета была достигнута — завод получил значительные повреждения.

#### ИАЭ № 53 Сухопутных войск (ПВО столицы)
1.11.1944 г. состоялся первый вылет B-29 к Токио. Вылетев с острова Сайпан разведчик F-13 с высоты около 10 км сделал более тысячи фотоснимков столичного района с целью выявления объектов ударов. Не один из истребителей ПВО, в том числе ДИ-2 ИАЭ № 53 не смогли подняться выше 9 км на перехват. 7.11.1944 г. состоялся еще один разведывательный вылет и снова ни о дин из истребителей не смог подняться на высоту 10 км.
На основании опыта первых перехватов B-29 комдив ИАД № 10 столичной ПВО Сухопутных войск (генерал-майор К. Ёсида) 7.11.1944 г.приказал сформировать в составе ИАЭ и авиабригад ПВО таранные роты ПВО Синтен. для обеспечения подъема на большую высоту в ИАЭ № 53 была максимально облегчена четверка ДИ-2 — снята часть вооружения и оборудования и бронеспинка, стрелок в полет не брался, его кабина зашивалась.
24.11.1944 г. 81 B-29 с Сайпана совершили первый налет на цели в районе Токио, с задачей уничтожить авиазавод Накадзима. ИАЭ № 53 приняли участие в перехвате, но результатов не добилась. Японской ПВО заявлено об уничтожении пяти бомбардировщиков, при потере пяти истребителей. Подтверждено уничтожение одного В-29 таранным ударом одномоторного И-2 из состава ИАЭ № 47. В попытке увеличить эффективность перехвата комдив ИАД № 10 приказал вдвое увеличить численность таранных рот (до восьми).
3.12.1944 г. 87 B-29 совершили повторный налет на авиазаводы Накадзима. ПВО удалось сбить пятерку бомбардировщиков, в том числе один, подбитый И-3 ИАЭ № 244, который в падении был протаранен ДИ-2 ИАЭ № 53 (погиб сержант М. Савамото).
С декабря 1944 г. по март 1945 г. основным способом применения B-29 стало нанесение ударов по объектам военной промышленности днем с большой высоты. Опыт боев показал, что скорость и мощность вооружения ДИ-2 недостаточна для перехвата и атаки B-29 с задней полусферы, и наиболее эффективны атаки с передней полусферы с поражением кабины экипажа, а также тараны. С учетом нехватки опытных летчиков таран на этом этапе стал одним из основных способов применения ДИ-2 для борьбы с B-29:

При встрече с B-29 на 10 км, «Торю» был на пределе своих возможностей. Выполнить классические атаки даже для опытных летчиков было просто невозможно, чрезвычайно трудно было атаковать и из наклонных пушек. Поэтому единственное, что оставалось делать, по большей части молодым лётчикам без опыта, это максимально облегчить свой самолёт, сняв вооружение и защиту. Только в этой конфигурации можно было подняться еще немного выше 10 км для атаки и тарана B-29.
— комэск ИАЭ №53, майор Масато Кодама
13.12.1944 г. при налете на авиазавод Мицубиси-Нагоя ДИ-2 ИАЭ № 53 добил поврежденный огнем ПВО B-29.
27.12.1944 г. при налете на авиазаводы Накадзима в районе Токио поврежденный тараном И-3 (ИАЭ № 244) и вышедший из строя B-29 сначала обстрелян из наклонной пушки ДИ-2 ИАЭ № 53, затем добит тараном ведомого (погиб лейтенант Ю. Ватанабе).
Бомбардировки фугасными бомбами с большой высоты не обеспечивали необходимой степени поражения промышленных объектов, и к концу 1944 г. командование Стратегической авиации США пришло к выводу о целесообразности применения зажигательных бомб по жилым кварталам городов для уничтожения небольших предприятий и мастерских.
В ночь 3-4.1.1945 г. состоялся первый налет с применением зажигательных бомб по японскому городу. Из 97 В-29 с Сайпана 57 бомбардировщиков атаковали Нагою с высоты 9,5-10 км, но возникшие в городе 75 возгораний не переросли в крупный пожар. Пять бомбардировщиков было сбито, в том числе одна пара — вероятно ИАЭ № 4 на ДИ-2.
27.1.1945 г. при очередном налете на авиазаводы Накадзима один B-29 в столичном районе был уничтожен попаданием в район кабины снаряда калибра 37 мм с ДИ-2 ИАЭ № 53. Ещё один бомбардировщик уничтожен таранным ударом ДИ-2 летной школы Хитачи (погибли сержант Ю. Кобояси и ефрейтор Н. Коибути).

### ОборонаМаньчжуриииСоветско-японская война
7.12.1944 г. более ста B-29 вылетели из Чэнду для удара по объектам в районе Мукдена (Маньчжурия). Над целью четверка бомбардировщика была сбита, причем не менее трех тараном. один B-29 был уничтожен тараном ДИ-2 ОР № 29 (погиб сержант С. Икеда).
18 августа 1945 г. одиночный ДИ-2 атаковал и пытался таранить танкер «Таганрог» на рейде Владивостока. В результате обстрела из бортового вооружения судно получило незначительные повреждения, огнем ПВО самолет был сбит, летчик погиб.

## Эксплуатанты
Япония
- ВВС Императорской армии Японии[58][59].
  - ИАЭ № 4
  - ИАЭ № 5
  - ИАЭ № 13
  - ИАЭ № 16
  - ИАЭ № 21
  - ИАЭ № 27
  - ИАЭ № 45
  - ИАЭ № 53
  - ИАЭ № 65
  - ИАЭ № 67
  - ИАЭ № 70
  - ОР авиации № 25
  - ОР авиации № 71
  - ОР авиации № 84
  - Летная школа Акэно
  - УБАЭ № 3

 Китай
- Военно-воздушные силы Китайской Народной Республики
  - Авиационная школа[60] — три трофейных самолета[61].

## Сохранившиеся ДИ-2
США
8.12.1945 г. на борту авианосца «Barnes», в числе 145 трофейных самолетов, на территорию США для изучения был доставлен перехватчик ДИ-2 поздних серий. В июне 1946 г., после проведения испытательных полетов, самолет был передан на хранение в Смитсоновский институт. В настоящее время в выставочном центре Стивена Удвара-Хази Национального музея воздухоплавания и астронавтики Смитсоновского института находится сохранившийся до нашего времени фюзеляж ДИ-2.
Япония
В парке города Хитатинака (префектура Ибараки) выставлен двигатель Ha-102 и винт самолета ДИ-2, поднятые рыбаками со дна моря в районе поселка Оараи.

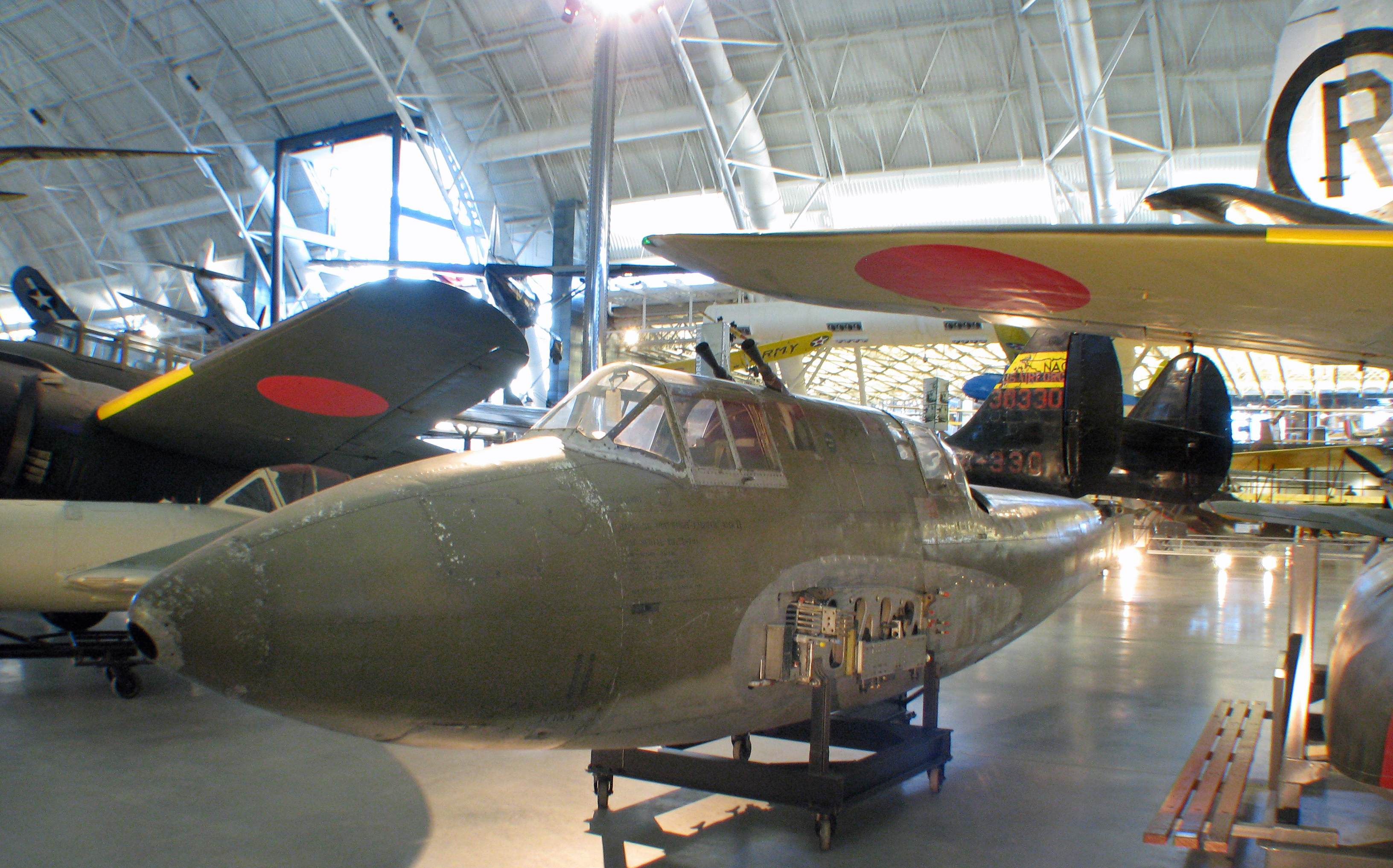
Фюзеляж ДИ-2 в экспозиции выставочного центра Удавара
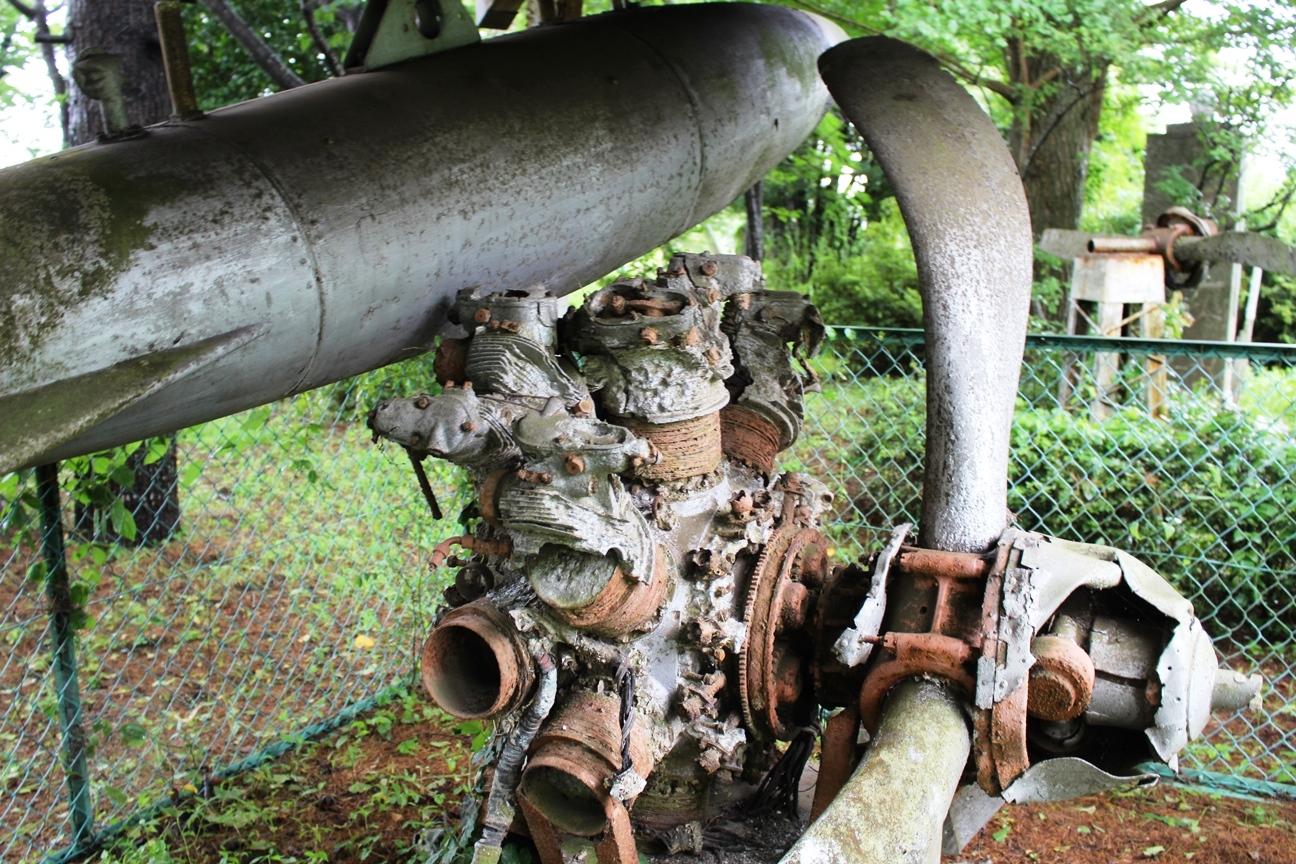
Авиадвигатель Д-102 и ВИШ ДИ-2 в Хитатинака

## Характеристики
Ниже приведены лётно-технические характеристики различных модификаций истребителя Ki-45:
| Характеристики                          | Опытные                                                      | Ранние серии (Ко) | Средние серии (Оцу) | Опытная серия (Хэй)Ki-45Kai-Hei (Ki-45Kai-c)                                                                                      | Поздние серии (Тэй) | Опытная серия (Бо)               |
| --------------------------------------- | ------------------------------------------------------------ | --- | --- | --- | --- | -------------------------------- |
| Экипаж, чел.                            | 2                                                            | 2 | 2 | 2 | 2 | 2                                |
| Длина, м                                | 10,26                                                        | 10,6 | 11,0 | 11,0 | 11,0 | 11,0                             |
| Размах крыла, м                         | 14,5                                                         | 15,02 | 15,02 | 15,02 | 15,02 | 15,02                            |
| Площадь крыла, м²                       | 29,0                                                         | 32,0 | 32,0 | 32,0 | 32,0 | 32,0                             |
| Сухая масса, кг                         | 2250                                                         | 3695 | 4000 | 4000 | 4000 | 4000                             |
| Взлетный вес, кг                        | 3750                                                         | 5276 | 5500 | 5500 | 5500 | 5500                             |
| Двигатели:                              | Накадзима Д-20b 2 х 820 л. с.                                | Мицубиси Д-25 2 х 1000 л. с. | Мицубиси Д-102 2 х 1080 л. с.                                                                                          | Мицубиси Д-102 2 х 1080 л. с. | Мицубиси Д-102 2 х 1080 л. с. | Мицубиси Д-102 2 х 1080 л. с.    |
| Максимальная скорость, км/ч (на высоте) | 480 (4 км)                                                   | 540 (5,6 км) | 547 (6,5 км) | 547 (6,5 км) | 547 (6,5 км) | 547 (6,5 км)                     |
| Скороподъемность, м/с                   | 8,17                                                         | | 11,9 | 11,9 | 11,9 | 11,9                             |
| Вооружение                              | 2 × 7,7 мм пулемета Тип 89 1 х 20 мм пушка Ho-3 АП-89 7,7 мм | 2 × пулемета АП-1 12,7 мм (500 патронов) авиапушка АП-2 (100 снарядов) пулемет АП-98 7,92 мм (1125 патронов) 2 авиабомбы 250 кг | 2 × АП-1 12,7 мм (500 патронов) пушка АП- 98 37 мм (15 снарядов) пулемет АП-98 7,92 мм (1125 патронов) 2 х 250 кг бомб | 1×20 мм пушка Ho-3 (100 снарядов) 1 х 37 мм пушка Ho-203 (15 снарядов) 1 х 7,92 мм пулемет Тип 98 (1125 патронов) 2 х 250 кг бомб | 2 × 20 мм пушки Ho-5 (400 снарядов) 1 х 37 мм пушка Ho-203 (15 снарядов) 1 х 7,92 мм пулемет Тип 98 (1125 патронов) 2 авиабомбы 250 кг | пушка Хо-301 40 мм (10 снарядов) |
| РЛС                                     | —                                                            | — | — | — | — | Таки-2                           |